# Estàtua de Bufanúvols (Castelló de la Plana)
Elaborada en ferro representa al personatge de Josep Pascual Tirado i aconsegueix un pes de tres tones amb unes dimensions de 4 metres d'alt per 3 d'ample. Es tracta de la tercera obra de la narració mitològica encarregada a l'artista sevillà per la Comissió Organitzadora dels Actes Commemoratius del 750è aniversari de la Fundació de la Ciutat que completen 'Arrancapins' i 'Tombatossals', i col·locada pel Pla d'Embelliment. L'originalitat de la peça rau en la simbiosi entre el cap de tall més clàssic amb les formes més expressives del cos.
Autor: Melchor Zapata.
Any: 2010.
Ubicació: Carrer Carlos Fabra Andrés (cantonada carrer Juan Herrera).

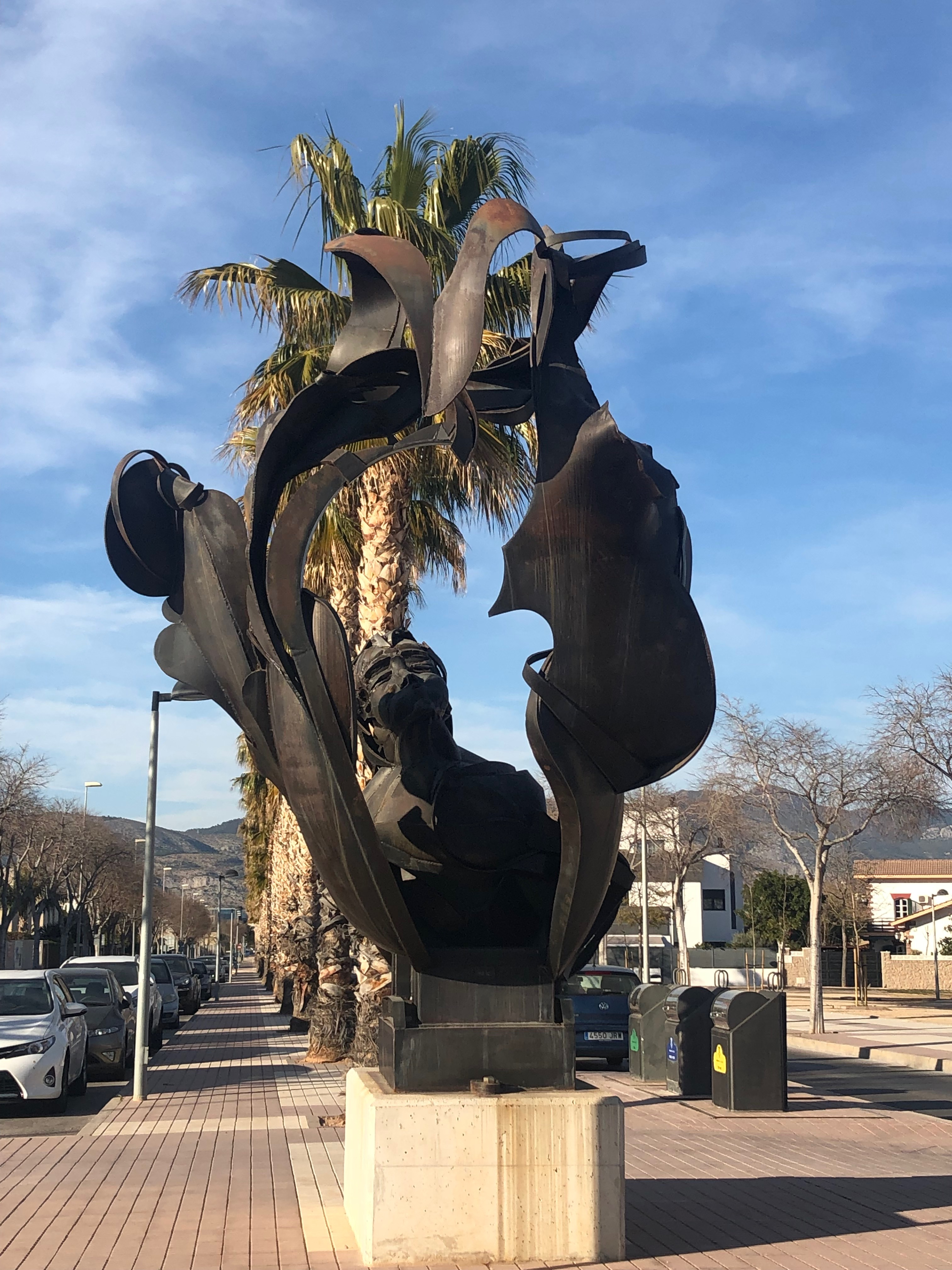
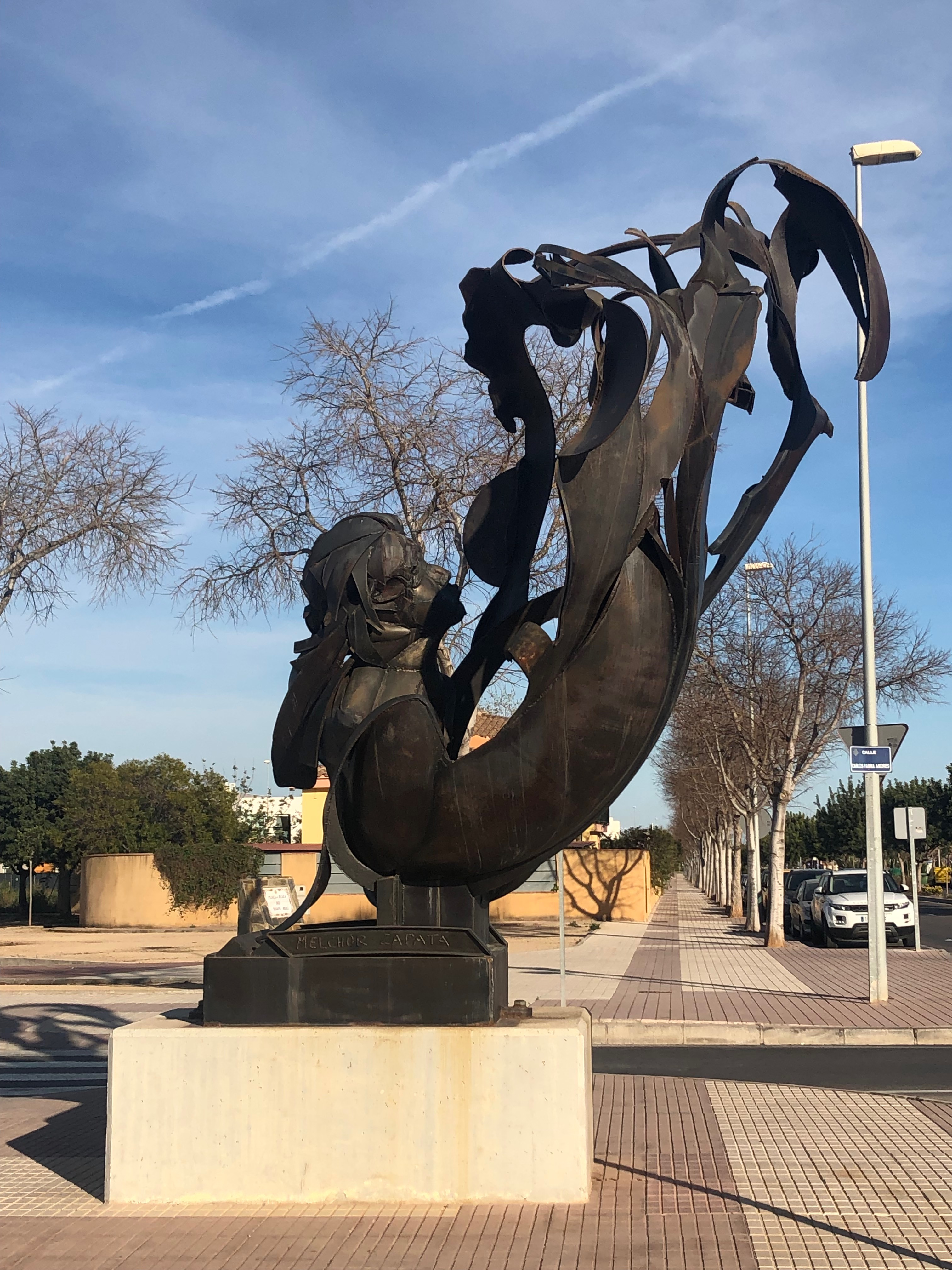